# Aleksej Tolstoj
Ej att förväxla med Aleksej Tolstoj (1817-1875)
Aleksej Nikolajevitj Tolstoj (ryska: Алексей Николаевич Толстой), född 10 januari 1883, död 23 februari 1945 i Moskva, var en rysk författare. 

## Biografi
Tolstoj var avlägset släkt med Lev Tolstoj. Aleksej Tolstoj studerade bland annat teknologi innan han lämnade Ryssland 1917. Han återvände 1923. 
Till en början skrev Tolstoj symbolistisk lyrik. Hans huvudverk är trilogin "Lidandets väg" (1921-1941), som handlar om Rysslands väg genom revolutionen och om en historisk svit om Peter den store (1930-1945). Han skrev några av de första science fiction-verken inom rysk litteratur, däribland Resan till Mars. Tolstoj skrev också flera barnböcker, mest känd är hans tolkning av Pinocchio med titeln Den gyllene nyckeln eller Buratinos äventyr.

## Eftermäle
Asteroiden 3771 Alexejtolstoj är uppkallad efter honom.

## Verk översatta till svenska
- Halte herrn 1924
- Resan till Mars 1924
- Tsar Peter 1933 (Petr Pervyj 1930)
- Systrarna, Lidandets väg 1, 1946 (Chozdenie po mukam. Sestry 1921)
- Nikitas barndom 1946 (Detstvo Nikity 1920)
- År 1918. Andra delen i trilogien Lidandets väg, 1947 (Chozdenie po mukam. Vosemnadcatyj god 1928)
- Aelita, prinsessa av Mars 1956 (Aelita 1922-23)
- Räven och vargen: en rysk folksaga bearbetad av Aleksej Tolstoj, ill: Je Ratjov 1977 (Lisa i volk)
- Krukhuset: rysk folksaga, återberättad av A.N. Tolstoj; ill: Jevgenij Ratjov 1978 (Teremok)
- Emelja och gäddan: en rysk folksaga i version av A. Tolstoj; konstnären-konstruktören A. Barsukov 1983